# Cèl·lula cloragògena
Les cèl·lules cloragògenes són cèl·lules presents en alguns anèl·lids que funcionen de manera similar als hepatòcits dels vertebrats. Emmagatzemen glicogen i neutralitzen toxines, són de color groguenc a causa de la presència de grànuls grocs anomenats cloragosomes i són presents en líquid celòmic d'alguns anèl·lids.
Aquestes cèl·lules es deriven de l'epiteli celòmic interior i ajuda a les  funcions excretores, com més comunament es manifesten en els cucs de terra.
Tenen una inflor vesicular característica que emmagatzema i transporta substàncies com el glucogen i deixalles nitrogenades. Prenen part en la desaminació dels aminoàcids i la síntesi de la urea.
Els silicats presos juntament amb els aliments es dipositen a les cèl·lules cloragògenes.